# Florida (Uruguay)
Pour les articles homonymes, voir Florida.
Le département de Florida est situé dans le centre de l'Uruguay.

## Géographie
Le département est situé dans le centre sud du pays, délimité par le département de Durazno au nord, ceux de Treinta y Tres et de Lavalleja à l'est, à l'ouest, il confine avec ceux de San José et de Flores tandis qu'au sud, il est bordé par le Canelones.
Le département est montueux, surtout dans sa partie septentrionale où s'élève une des ramifications de la Cuchilla Grande. Au sud, le département se déploie en une vaste plaine peu ondulée, typique d'un paysage de la Pampa humide, où s'écoulent des rivières et de nombreux arroyos. Parmi celles-ci se trouvent le  Río Santa Lucía et un de ses affluents de rive droite, la rivière Santa Lucía Chico qui arrose la capitale  du département Florida.

## Histoire
Le Département de Floride a été créé le 10 juillet 1856, bien qu'il soit peuplé depuis 1760. En effet, en 1760, pour garantir la sécurité de Montevideo, un fort fut construit par les espagnols. Le 24 avril 1809, la ville de San Fernando de la Florida fut créée et les premiers colons arrivèrent. En 1816, le département est intégré dans le San José, le 25 août 1825 les habitants du département déclarèrent l'indépendance de l'Uruguay et en 1856, il devint un département à part du San José.

## Population

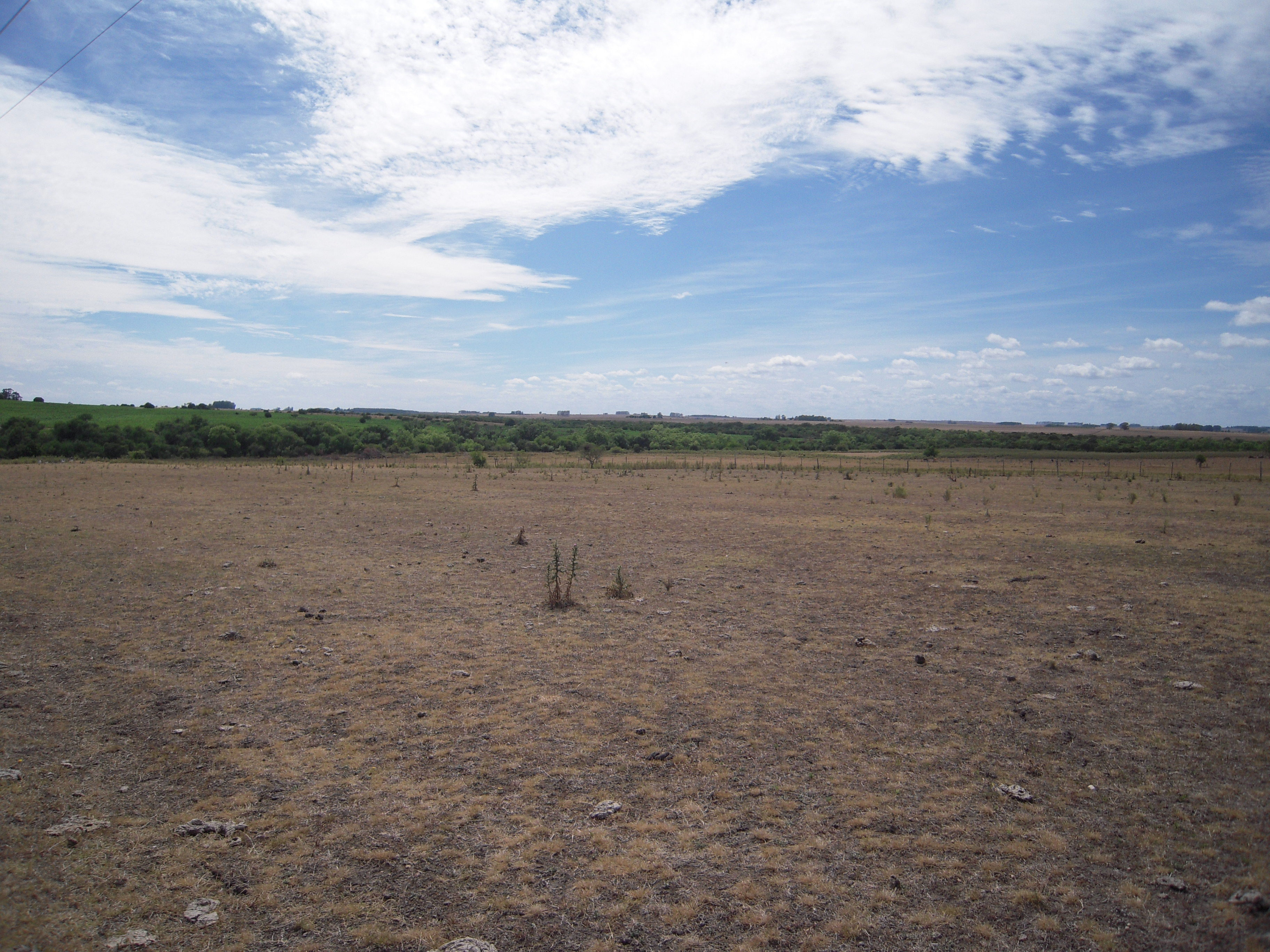
Pampa de Florida.

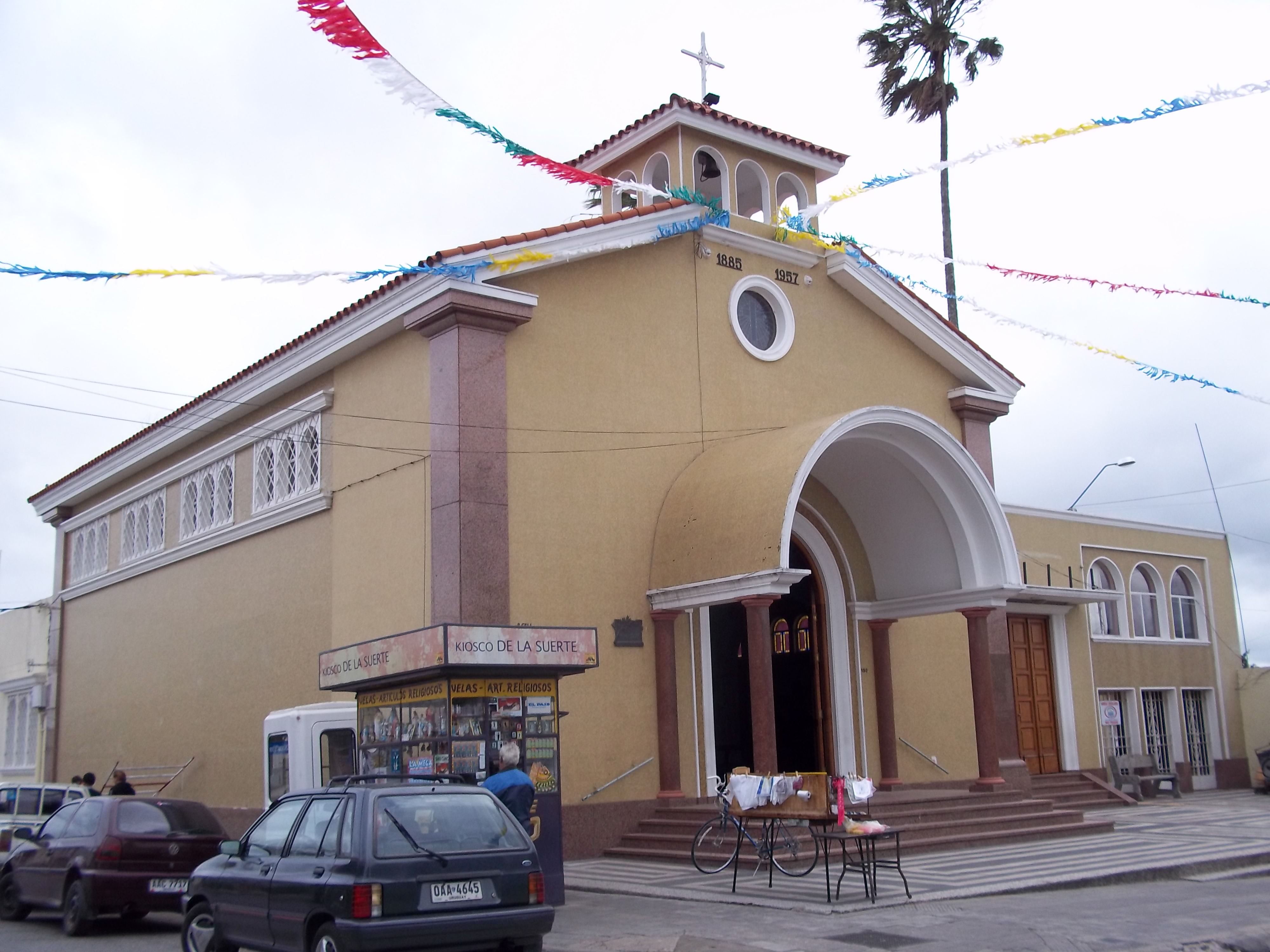
Église de San Cono, ville de Florida.

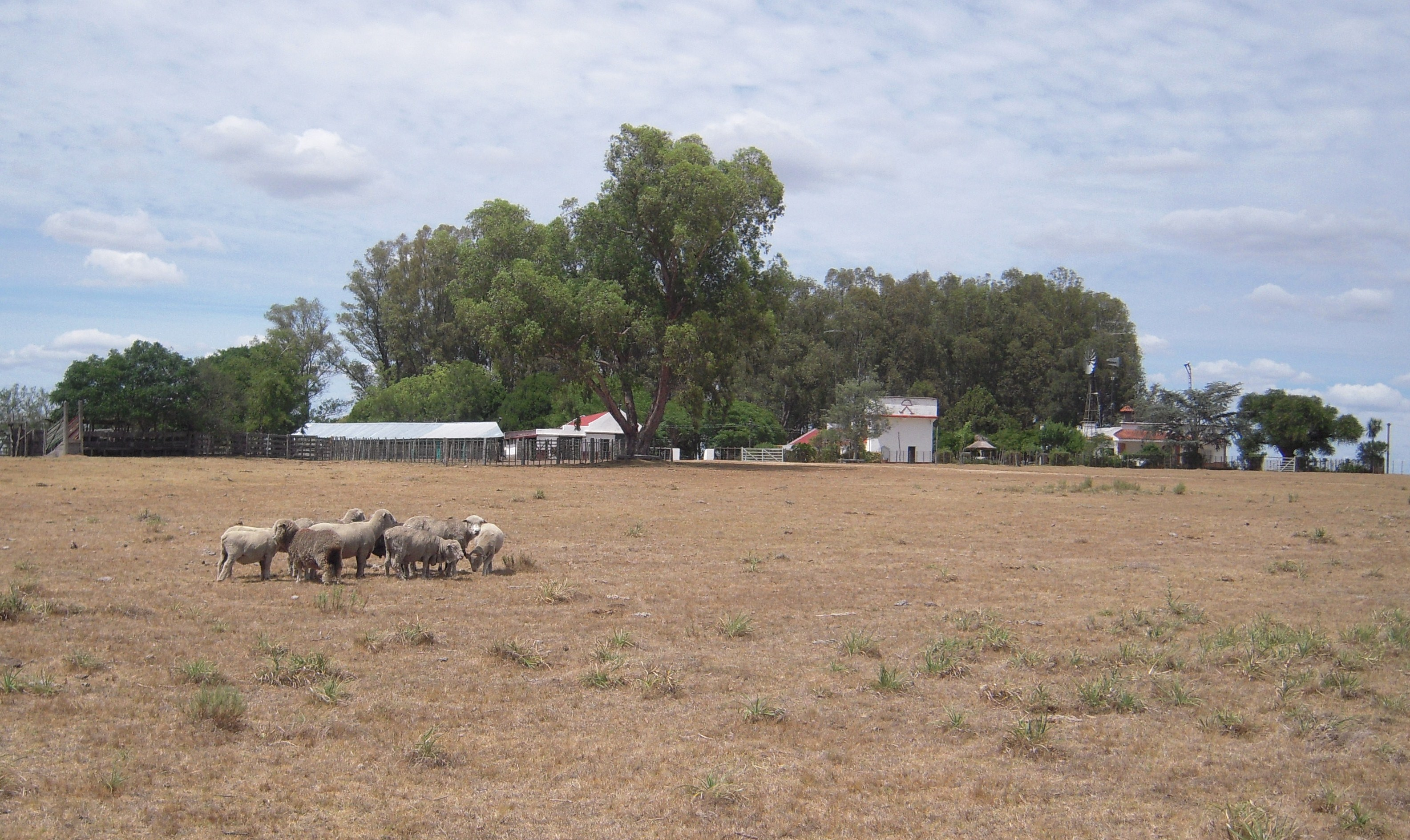
Élevage à Florida.

### Villes les plus peuplées
Selon le recensement de 2004,.
| Ville                 | Population |
| --------------------- | ---------- |
| Florida (capitale)    | 32 128     |
| Sarandí Grande        | 6 362      |
| Casupá                | 2 668      |
| Fray Marcos           | 2 509      |
| Veinticinco de Mayo   | 1 845      |
| Veinticinco de Agosto | 1 794      |
| Cerro Colorado        | 1 336      |
| Cardal                | 1 290      |
| Nico Pérez            | 1 049      |

### Autres villes
| Ville             | Population |
| ----------------- | ---------- |
| Capilla del Sauce | 877        |
| Mendoza Chico     | 776        |
| Mendoza           | 745        |
| La Cruz           | 726        |
| Chamizo           | 587        |
| Cerro Chato       | 518        |
| Independencia     | 454        |
| Reboledo          | 377        |
| Goñi              | 275        |
| Berrondo          | 170        |
| Maciel            | 164        |
| Pintado           | 141        |
| La Macana         | 121        |
| Montecoral        | 98         |
| Polanco del Yí    | 82         |
| Pueblo Ferrer     | 8          |

## Économie
Avec ses sols montagneux, le département ne peut n'y mettre en valeur les cultures extensives celles du littoral n' intensives comme celles de Canelones. Toutefois, le département est très tourné vers l'exploitation agricole avec d'une part les cultures (les agriculteurs utilisent dans le nord des engrais pour faire pousser blé, maïs, avoine, lin et tournesol) et d'autre part l'élevage (il apporte 40 % de la production laitière nationale).

Il y a aussi un gisement de minerai de fer au nord-est de la capitale (dont les réserves sont estimées 19 millions de tonnes avec une teneur en 38 % de fer) et un autre plus petit où on extrait du fer, des feldspaths, du quartz et du granit.